# Percnostola arenarum
Percnostola arenarum là một loài chim trong họ Thamnophilidae.